# Heroes of Might and Magic
Heroes of Might and Magic (abr. HMM, din engleză Eroi ai Forței și ai Magiei) este o serie de jocuri video de strategie pe ture, care a fost lansată de New World Computing / 3DO (I-IV), Nival Interactive (V) și Black Hole Entertainment (VI) între anii 1995 și 2015. Designerul principal al seriei este Jon Van Caneghem.

## Jocuri
King's Bounty (1990), unul dintre primele jocuri produse de New World Computing, a precipitat foarte mult proiectul Heroes și este inclus în unele antologii Heroes ca făcând parte din serie. Mai târziu a fost refăcut și numit ca marcă Heroes pentru jocul PlayStation 2: Quest for the Dragon Bone Staff. O continuare -engleză sequel a jocului King's Bounty a fost distribuită în 2008 sub denumirea de King's Bounty: The Legend.
Seria conține următoarele jocuri, înscrise în tabelul următor:
| Titlu | Dată lansare | Platforme                                                             |
| --- | ------------ | --------------------------------------------------------------------- |
| King's Bounty King's Bounty: The Legend (2008)                                                                              | 1990         | MS-DOS, Apple II, C64, Macintosh, Sega Genesis, MSX, Amiga            |
| Heroes of Might and Magic A Strategic Quest                                                                                 | 1995         | MS-DOS, Apple II, NES, SNES, C64, Macintosh, Sega Genesis, MSX, Amiga |
| Heroes of Might and Magic II (The Succession Wars) The Price of Loyalty (1997)                                              | 1995         | MS-DOS, Apple II, NES, SNES, C64, Macintosh, Sega Genesis, MSX, Amiga |
| Heroes of Might and Magic III (The Restoration of Erathia) (1999) Armageddon's Blade (1999) The Shadow of Death (2000)      | 1999         | Windows, Macintosh, Linux, Gameboy Color, Dreamcast (anulat)          |
| Heroes of Might and Magic IV The Gathering Storm (2002) Winds of War (2003)                                                 | 2002         | Windows                                                               |
| Heroes of Might and Magic V Hammers of Fate (2006) Tribes of the East (2007)                                                | 2006         | Windows                                                               |
| Might & Magic: Heroes VI Pirates of the Savage Sea Adventure (2012) Danse Macabre (2012) Shades of Darkness (2013)          | 2011         | Windows                                                               |
| Might & Magic Heroes VII Lost Tales of Axeoth 1 - DLC (2/2016) Lost Tales of Axeoth 2 - DLC (4/2016) Trial by Fire (4/2016) | 2015         | Windows                                                               |

### Spin-off
- Heroes of Might and Magic (Game Boy Color, 2000)
- Heroes of Might and Magic II (Game Boy Color, 2000)
- Heroes Chronicles (2000)
- Heroes of Might and Magic: Quest for the Dragon Bone Staff (PlayStation 2, 2001)
- Heroes of Might and Magic Online (2008)
- Might and Magic: Heroes Kingdoms (MMO, 2009)
- Might & Magic: Clash of Heroes (Nintendo DS, 2009; Xbox Live Arcade, 2011; PlayStation Network, 2011; PC, 2011)
  - Might & Magic Clash of Heroes: DLC I Am the Boss (2011)
- Might & Magic Heroes: Era of Chaos (2017)
- Might & Magic: Chess Royale (2020)

## Poveste

### Univers original
Până la povestea din Heroes of Might and Magic V, seria Heroes are loc în același univers fictiv ca și seria Might and Magic, și mai târziu în Might and Magic se fac multe referințe despre aceste jocuri, ca având loc în aceeași lume.
Intriga din Heroes I și Heroes II se desfășoară pe planeta Enroth, pe continentul nordic cu același nume și dezvăluie aventurile dinastiei Ironfist. Protagonistul din Heroes I este Lordul Morglin Ironfist, un cavaler care descoperă un portal către tărâmul Enroth în timp ce fugea de Ragnar, vărul său pe care a încercat să îl omoare pentru a-i lua tronul. Morglin ajunge să cucerească continentul și să creeze un regat unificat și o nouă dinastie.
Heroes II a prezentat cele două fețe ale conflictului dintre fiii lui Morglin, Roland si Archibald, ambii luptând pentru ocuparea tronului tatălui lor decedat. Canonic, Roland îl învinge pe Archibald și îl transformă într-o statuie de piatră, deși jucătorul poate alege să alieze cu fiecare în parte. Acesta a fost primul joc al seriei în care eroii pot fi controlați în campanii de către jucător. 
Intriga din Heroes III și Heroes Chronicles se concentrează pe trecerea dinastiei Gryphonheart pe continentul sudic Antagarich și introduce rasa Kreegan atât ca personaje jucabile cât și ca dușmani. În Heroes III, regina Catherine Gryphonheart, soția regelui Roland, este chemată acasă pentru a participa la înmormântarea tatălui ei, dar descoperă că Antagarich este sfâșiat de conflictele dintre diferite facțiuni. Expansiunile Heroes III prezintă personaje mai proeminente, oferind eroi noi și vechi din serie în roluri diferite.
Evenimentele precedente jocului Heroes IV duc la distrugerea planetei Enroth din cauza unui conflict între Sabia Armageddonului și Sabia Înghețată. Distrugerea duce la deschiderea unor portaluri care duc pe o altă lume, Axeoth, unde multe personaje scapă cu viață. Campaniile din Heroes IV se concentrează asupra supraviețuitorilor risipiți pe Enroth și Antagarich în timp ce formează noi regate și alianțe în noua lume.

### Continuitatea Ubisoft
Heroes V a fost primul titlu Might and Magic care are loc pe nemaiauzita anterior lume Ashan, ca parte a francizei Ubisoft de continuitate prin reboot. Cele șase campanii ale sale prezintă fiecare câte un conducător de facțiuni, campanii conectate între ele prin personajul Isabel Greyhound, Regina Imperiului Griffin. Expansiunea Heroes V a continuat această poveste, ducând la evenimentele din Dark Messiah of Might and Magic. 
Heroes VI acționează ca prequel, având loc cu 400 de ani înainte.